# Íjászat az 1992. évi nyári olimpiai játékokon
Az 1992. évi nyári olimpiai játékokon az íjászatban négy versenyszámban avattak olimpiai bajnokot.

## Eseménynaptár
| S | Selejtezők | K | Kieséses szakasz | D | Döntő |

| Versenyszám   | júl./aug. | júl./aug. | júl./aug. | júl./aug. | júl./aug. | júl./aug. | júl./aug. | júl./aug. | júl./aug. | júl./aug. |
| Versenyszám   | 31        | 31        | 1         | 1         | 2         | 2         | 3         | 3         | 4         | 4         |
| ------------- | --------- | --------- | --------- | --------- | --------- | --------- | --------- | --------- | --------- | --------- |
| 0Férfi egyéni | S         | S         | S         | S         |           |           | K         | D         |           |           |
| 0Női egyéni   | S         | S         | S         | S         | K         | D         |           |           |           |           |
| 0Férfi csapat | S         | S         | S         | S         |           |           |           |           | K         | D         |
| 0Női csapat   | S         | S         | S         | S         |           |           |           |           | K         | D         |

## Éremtáblázat
(A rendező ország csapata eltérő háttérszínnel, az egyes számoszlopok legmagasabb értéke, vagy értékei vastagítással kiemelve.)
| Az 1992. évi nyári olimpiai játékok éremtáblázata íjászatban | Az 1992. évi nyári olimpiai játékok éremtáblázata íjászatban | Az 1992. évi nyári olimpiai játékok éremtáblázata íjászatban | Az 1992. évi nyári olimpiai játékok éremtáblázata íjászatban | Az 1992. évi nyári olimpiai játékok éremtáblázata íjászatban | Olimpia  |
| ------------------------------------------------------------ | ------------------------------------------------------------ | ------------------------------------------------------------ | ------------------------------------------------------------ | ------------------------------------------------------------ | -------- |
|                                                              | Ország                                                       | Arany                                                        | Ezüst                                                        | Bronz                                                        | Összesen |
| 1.                                                           | Dél-Korea (KOR)                                              | 2                                                            | 2                                                            | 0                                                            | 4        |
| 2.                                                           | Franciaország (FRA)                                          | 1                                                            | 0                                                            | 0                                                            | 1        |
| 2.                                                           | Spanyolország (ESP)                                          | 1                                                            | 0                                                            | 0                                                            | 1        |
|                                                              |                                                              |                                                              |                                                              |                                                              |          |
| 4.                                                           | Finnország (FIN)                                             | 0                                                            | 1                                                            | 0                                                            | 1        |
| 4.                                                           | Kína (CHN)                                                   | 0                                                            | 1                                                            | 0                                                            | 1        |
|                                                              |                                                              |                                                              |                                                              |                                                              |          |
| 6.                                                           | Egyesített Csapat (EUN)                                      | 0                                                            | 0                                                            | 2                                                            | 2        |
| 6.                                                           | Nagy-Britannia (GBR)                                         | 0                                                            | 0                                                            | 2                                                            | 2        |
|                                                              |                                                              |                                                              |                                                              |                                                              |          |
| Összesen                                                     | Összesen                                                     | 4                                                            | 4                                                            | 4                                                            | 12       |

## Érmesek

### Férfi
| Az 1992. évi nyári olimpiai játékok férfi érmesei íjászatban |                                                                         |                                                                  |                                                                         |
| Versenyszám                                                  | Arany                                                                   | Ezüst                                                            | Bronz                                                                   |
| Egyéni                                                       | Sébastien Flûte · Franciaország (FRA) · 542                             | Csong Dzsehon (Jeong Jae-Heon) · Dél-Korea (KOR) · 542           | Simon Terry · Nagy-Britannia (GBR) · 528                                |
| Csapat                                                       | Spanyolország (ESP) · Juan Holgado · Alfonso Menéndez · Antonio Vázquez | Finnország (FIN) · Ismo Falck · Jari Lipponen · Tomi Poikolainen | Nagy-Britannia (GBR) · Steven Hallard · Richard Priestman · Simon Terry |

### Női
| Az 1992. évi nyári olimpiai játékok női érmesei íjászatban | | |                                                                                              |
| Versenyszám                                                | Arany | Ezüst | Bronz                                                                                        |
| Egyéni                                                     | Cso Jundzsong (Jo Yunjeong) · Dél-Korea (KOR) · 552                                                             | Kim Szunjong (Kim Su-nyeong) · Dél-Korea (KOR) · 543                                                      | Natalia Valeeva · Egyesített Csapat (EUN) · 526                                              |
| Csapat                                                     | Dél-Korea (KOR) · Kim Szunjong (Kim Su-nyeong) · Cso Jundzsong (Jo Yunjeong) · I Ungjong (Lee Eun-Gyeong) · 966 | Kína (CHN) · Ma Hsziang-csün (Ma Xiangjun) · Vang Hung (Wang Hong) · Vang Hsziao-csu (Wang Xiaozhu) · 917 | Egyesített Csapat (EUN) · Ljudmila Arzsannikova · Hatuna Kvrivisvili · Natalia Valeeva · 908 |